# 川村文子
川村 文子（かわむら ふみこ）、1875年11月20日 - 1960年12月1日は日本の教育者。川村学園創立者。秋田県山本郡太良鉱山村（現在の藤里町大字太良）出身。旧姓武田。近代日本における女子教育の草分けのひとり。

## 略歴
1875年（明治8年）11月20日、秋田県山本郡太良鉱山村（藤琴村を経て現在の同郡藤里町）に、父・武田三祐（さんゆう）と母・清（きよ）の次女として生まれる。長女・金（かね）、長男・三喜（さんき）に続く第三子で、ほかに15歳ほど年下の異母弟・三郎（さぶろう）がいた。父方は医師の家柄、母方は学者の家柄であった。11歳まで同地で過ごした後、南秋田郡東根子屋町（現在の秋田市）に転居する。翌年、三祐は清と離婚、まもなく黒沢千代（ちよ）と再婚した。
1881年（明治14年）10月、太良小学校初等小学科入学。1887年（明治20年）1月、秋田尋常師範学校附属小学校高等科2年に編入、1889年（明治22年）3月に同校を卒業した。1891年（明治24年）4月、15歳の文子は南秋田郡長の推挙を得た撰挙生として秋田県尋常師範学校（現在の秋田大学教育文化学部）に入学、1894年（明治27年）3月に卒業する（同級生9名中の首席）。同時に小学校本科正教員免許を取得し、同年4月、文子は18歳で現在の秋田市北部の土崎小学校（現在の秋田市立土崎小学校）に赴任した。だが、仔細は不明ながら、同年7月には近隣の保戸野（ほどの）尋常小学校に異動になっている。
翌1895年（明治28年）夏、文子はおそらく十分な手続きを経ないまま教員を辞し（同年11月にようやく休職が認められる）、兄・三喜とともに上京、はじめ父・三祐と旧知の旧秋田藩士・大島久直の、後にやはり三祐旧知の教育者・谷田部梅吉のもとに下宿しながら、現在の千代田区六番町に所在した明治女学校普通科で英語、漢学、和学、女礼・裁縫などを修め、1896年（明治29年）年4月、20歳で卒業した。秋田県尋常師範学校で学んだ学歴・学識もあり、通学開始から7か月あまりでの卒業だった。
この頃、まもなく夫となる4歳年上の川村竹治との出会いがあったとされ、竹治が東京帝国大学法科大学を卒業した直後の1897年（明治30年）7月13日に結婚した。文子が川村家に籍を入れたのは同年11月のことで、その後、竹治との間に二男四女をもうけた。なお、竹治も文子と同じ秋田県の出身で（現在の鹿角市出身）、内務省に入省後は主に内務省や逓信省の官僚として地方郵便局長や地方長官、後には台湾総督、南満州鉄道株式会社社長、司法大臣（犬養毅内閣）などを歴任した。
この間、文子も公人の夫人として様ざまな活動に携わったが、1923年（大正12年）の関東大震災をきっかけに、女性本来の使命に目覚めた女性の育成を実現するため、川村学園創立に動き出した。1924年（大正13年）3月5日、各種学校として川村女学院の設立が認可される。文子が学園長に就任した。
1951年（昭和26年）、教育功労者として藍綬褒章を受章。
1958年（昭和33年）年夏から体調を崩し、1960年（昭和35年）12月1日、東京都内で死去した。享年85。

## 著書
- 『雲能由記可飛（くものゆきかひ）』（第1輯（1929年）、第2輯（1934年）、第3輯（1944年））川村女学院鶴友会
- 『家庭生活』（第1輯）婦人公論社、1931年
- 『家庭生活』（第2輯）婦人公論社、1933年
- 『紫雲録』川村学園（第1巻（1952年）、第2巻（1953年））
- 『感謝と家庭生活』川村学園、1957年
- 『紫雲流茶道随筆』川村学園、1958年
- 『大御めぐみ』川村学園、1959年
- 『大御おや』川村学園、1960年